# Irene Usabiaga
Irene Usabiaga Balerdi (* 22. September 1993 in Ordizia) ist eine ehemalige spanische Radsportlerin, die auf Bahn und Straße aktiv war. Sie wurde mehrfach spanische Meisterin.

## Sportliche Laufbahn
2010 wurde Irene Usabiaga spanische Juniorenmeisterin im Straßenrennen. Im Jahr darauf errang sie den Titel der Junioren-Europameisterin im Scratch. 2012 wurde sie spanische Doppelmeisterin der Frauen-Elite, im Punktefahren sowie in der Mannschaftsverfolgung (mit Olatz Ferran und mit ihrer Schwester Ana Usabiaga) auf der Bahn. 2015 holte sie erneut den nationalen Titel in der Mannschaftsverfolgung, gemeinsam mit  Ziortza Isasi, Ana Usabiaga und Naia Leonet.
Im selben Jahr errang Irene Usabiaga bei den UEC-Bahn-Europameisterschaften 2015 im schweizerischen Grenchen die Bronzemedaille im erstmals bei Europameisterschaften ausgetragenen Ausscheidungsfahren; im Scratch belegte sie Rang acht.
Neben der älteren Schwester Ana war auch der ältere Bruder Pedro bis 2011 als Radsportler aktiv.

## Erfolge

### Bahn
2011
- Junioren-Europameisterin – Scratch

2012
- Spanische Meisterin – Punktefahren, Mannschaftsverfolgung (mit Olatz Ferran und Ana Usabiaga)

2015
- Europameisterschaft – Ausscheidungsfahren
- Spanische Meisterin – Mannschaftsverfolgung (mit Ziortza Isasi, Ana Usabiaga und Naia Leonet)

2016
- Spanische Meisterin – Mannschaftsverfolgung (mit Ane Iriarte, Ziortza Isasi und Eukene Larrarte)

2017
- Spanische Meisterin – Mannschaftsverfolgung (mit Ziortza Isasi, Ana Usabiaga und Ane Iriarte)

2018
- Spanische Meisterin – Omnium

2019
- Spanische Meisterin – Scratch, Punktefahren, Mannschaftsverfolgung (mit Ziortza Isasi, Ana Usabiaga und Aroa Gorostiza)

2020
- Spanische Meisterin – Omnium

### Straße
2010
- Spanische Juniorenmeisterin – Straßenrennen

## Teams
- 2012–2014 Lointek
- 2017 Eustrak-Euskadi (Bahnteam)
- 2018 Eustrak-Euskadi (Bahnteam)